# Lionel Royer
Lionel Noël Royer (Château-du-Loir; 25 de diciembre de 1852 - Neuilly-sur-Seine; 30 de junio de 1926) fue un pintor francés especializado en temas históricos.

## Biografía
Lionel Royer nació el 25 de diciembre de 1852 en el pueblo francés de Château-du-Loir, en el departamento de Sarthe. Enrolado con menos de dieciocho años en los Voluntarios del Oeste, participa en la Guerra franco-prusiana de 1870, destacando notablemente en la batalla de Loigny (2 de diciembre de 1870) con el general Athanase de Charette de la Contrie. Este mismo, al percibir el talento que posee el joven Royer para el dibujo, le ofrece una beca de estudios para la Academia de Bellas-Artes de París.

Vercingétorix hace entrega de sus armas a Julio César por Royer, ca. 1899.

Posteriormente es alumno de Alexandre Cabanel y de William Adolphe Bouguereau. Obtiene la segunda posición el Premio de Roma en 1882. Más tarde se dedicará como retratista de gran demanda y sobre todo, como pintor de escenas históricas. Sus obras más conocidas son "Vercingétorix hace entrega de sus armas a Julio César" (1899) y la decoración y los frescos de la basílica de Domrémy dedicada a Juana de Arco.
En conmemoración de su participación en la batalla de Loigny, Royer dona dos lienzos a la nueva iglesia reconstruida de esta localidad ; el primero representando la misa por los Voluntarios del Oeste antes de partir a la guerra y el segundo mostrando la agónica noche del general de Sonis sobre el campo de batalla.
Participó en los suplemento ilustrados de los diarios de la época como crítico y comentarista de su tiempo, especialmente cuando pinta el polémico "Alfred Dreyfus en su prisión" o "Auguste Comte y las tres musas".

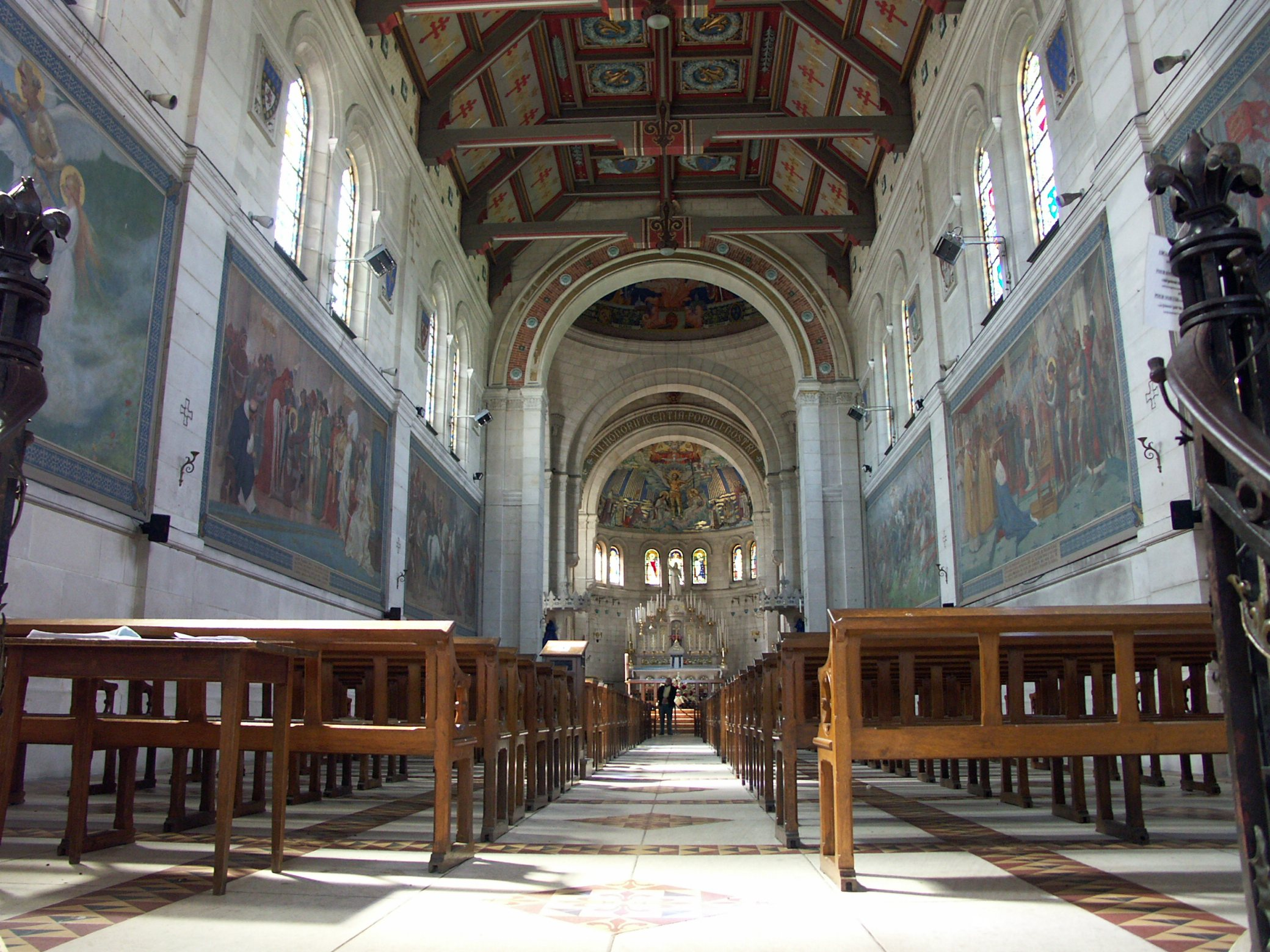
Interior de la basílica de Domrémy decorada por Royer.

En 1897 Royer hace una donación a la Sociedad Histórica y Arqueológica del Maine - de la cual fue miembro, al igual que Albert Maignan - de diez esbozos acuarelados representando la Vida de Juana de Arco – ejecutados y presentados en 1893 al concurso de vidrieras de la catedral de Orleans, fueron rechazados- . Más tarde, Royer retoma esta iconografía religiosa (asistido por Charles Lorin, maestro vidriero de Chartres) en la ya citada basílica de Domrémy. Como curiosidad cabría citar que en la vidriera de la "Entrega de la espada por el Ángel", la cara de Xaintrailles (compañero de Juana de Arco) lleva los rasgos del arquitecto Paul Sédille, autor de la Basílica.
Poco se sabe de su vida privada, salvo que tuvo dos hijas y un hijo, este último gaseado durante la Primera Guerra Mundial. Sus hijas dejaron descendencia en Francia y en Bélgica, respectivamente.
Lionel Royer muere en Neuilly-sur-Seine en 30 de junio de 1926.